# Станіславув (гміна Кутно)
Станіславув (пол. Stanisławów) — село в Польщі, у гміні Кутно Кутновського повіту Лодзинського воєводства.
Населення — 179 осіб (2011).
У 1975-1998 роках село належало до Плоцького воєводства.

## Демографія
Демографічна структура станом на 31 березня 2011 року:
|          | Загалом | Допрацездатний вік | Працездатний вік | Постпрацездатний вік |
| -------- | ------- | ------------------ | ---------------- | -------------------- |
| Чоловіки | 88      | 23                 | 58               | 7                    |
| Жінки    | 91      | 8                  | 55               | 28                   |
| Разом    | 179     | 31                 | 113              | 35                   |